# Cheikh Anta Diop
Cheikh Anta Diop (Diourbel, 29 de dezembro de 1923 — Dacar, 7 de fevereiro de 1986) foi um historiador, antropólogo, físico e político senegalês que estudou as origens da raça humana e cultura africana pré-colonial. Embora às vezes Diop seja referido como afrocêntrico, ele antecede o conceito e, portanto, não era um intelectual afrocêntrico. No entanto, o pensamento diopiano, como é chamado, é paradigmático para a afrocentricidade. Ao longo da sua carreira, Diop defendeu que havia uma continuidade cultural partilhada entre os povos africanos que era mais importante do que o desenvolvimento variado de diferentes grupos étnicos demonstrado pelas diferenças entre línguas e culturas ao longo do tempo. Seu trabalho foi bastante polêmico para a intelectualidade ocidental - algumas obras de Diop foram criticadas e compreendidas como revisionistas e pseudo-históricas.
O trabalho de Diop apresentou questões importantes sobre o viés cultural inerente à pesquisa científica. A Universidade Cheikh Anta Diop (antigamente conhecida como Universidade de Dacar) em Dacar, Senegal, leva o seu nome.

## Primeiros anos

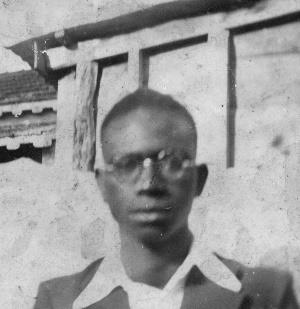
Diop quando jovem. Entre a década de 30 e 40.

Cheikh Anta Diop nasceu em Thieytou, na região de Diourbel no Senegal, no seio de uma família aristocrática lebu muçulmana. A família de Diop era parte da irmandade Mouride, uma grande tariqa e, de acordo com Diop, a única fraternidade muçulmana africana independente. Deu seus primeiros passos acadêmicos em uma escola tradicional islâmica. Obteve o equivalente colonial do baccalauréat metropolitano francês no Senegal antes de se mudar para a França para estudar. Com 23 anos foi para Paris para se converter em um físico. Permaneceu lá durante 15 anos, estudando física sob a direção de Frédéric Joliot-Curie, genro de Marie Curie, chegando a traduzir partes da Teoria da Relatividade de Einstein em seu idioma nativo, o uolofe.
Sua educação incluiu história africana, egiptologia, linguística, antropologia, economia e sociologia.

## Investigação
Em 1951, Diop apresentou sua tese de doutorado na Universidade de Paris onde defendeu que o Egito antigo havia sido uma cultura negra; a tese foi rejeitada. Nos nove anos seguintes, Diop trabalhou na tese, apresentando provas mais precisas do que as que defendia. Em 1960, teve êxito na defesa de sua tese e obteve o doutorado.
Em 1955, a tese havia sido publicada na imprensa popular como um livro chamado Nations nègres et culture (Nações negras e cultura). Este trabalho faria dele o historiador mais polêmico de sua época.
Após 1960 Diop voltou para o Senegal, e continuou escrevendo. A Universidade de Dacar estabeleceu um laboratório de radiocarbono para ajudar na sua investigação. Diop foi nomeado o presidente do laboratório (após sua morte, a universidade foi renomeada em sua homenagem: Universidade de Dacar Cheikh Anta Diop). Havia dito que:
Na prática é possível determinar diretamente a cor da pele e, portanto, a afiliação étnica dos antigos egípcios pela análise microscópica em laboratório; Tenho dúvidas se a sagacidade dos pesquisadores que têm estudado esta questão deixou essa possibilidade passar despercebida.
Diop usou esta técnica para determinar o teor de melanina das múmias egípcias. Alguns críticos dizem que esta técnica é inapropriada para múmias egípcias antigas devido aos efeitos do embalsamento e da deterioração através do tempo.
Em 1974, foi um de aproximadamente 20 participantes de um simpósio da UNESCO no Cairo, onde apresentou suas teorias a outros especialistas em egiptologia. Também escreveu o capítulo sobre as origens dos egípcios na história geral da África da UNESCO.

## Obra
Com seu livro The African Origin of Civilization: Myth or Reality (A origem africana da civilização: mito ou realidade), publicado em 1974, ganhou uma ampla audiência para seu trabalho. Proclamou que evidências arqueológicas e antropólogicas apoiavam sua posição afrocêntrica de que os faraós eram de origem negroide. Alguns estudiosos se baseiam fortemente no trabalho inovador de Diop, enquanto outros no mundo acadêmico ocidental não aceitam suas teorias.
Egiptólogos como F. Yurco apontaram que entre os povos do lado de fora do Egito, os núbios eram os mais próximos geneticamente dos egípcios, compartilhavam a mesma cultura no período pré-dinástico e empregavam a mesma estrutura política faraônica. Ele sugere que os povos do Vale do Nilo eram uma população regionalizada, compartilhando uma série de traços genéticos e culturais. Os últimos descobrimentos do arqueólogo suíço Charles Bonnet em Querma trouxeram luz às teorias de Diop ao passo que mostram proximidade cultural entre a Núbia e o Egito Antigo, embora a relação tenha sido reconhecida há anos. Isso não necessariamente implica que existisse uma relação genética.

## Publicações
- Rousseau, Madeleine e Cheikh Anta Diop (1948), "1848 Abolition de l'esclavage – 1948 evidence de la culture nègre", Le musée vivant, issue 36–37. Special issue of journal "consacré aux problèmes culturels de l'Afrique noire a été établi par Madeleine Rousseaux et Cheikh Anta Diop". Paris: APAM, 1948.
- (1954) Nations nègres et culture, Paris: Éditions Africaines. Second edition (1955), Nations nègres et culture: de l'antiquité nègre-égyptienne aux problèmes culturels de l'Afrique noire d'aujourd'hui, Paris: Éditions Africaines. Terceira edição (1973), Paris: Présence Africaine, ISBN 978-2-7087-0363-6, ISBN 978-2-7087-0362-9. Quarta edição (1979), ISBN 978-2-7087-0688-0.
- (1959) L'unité culturelle de l'Afrique noire: domaines du patriarcat et du matriarcat dans l'antiquité classique, Paris: Présence Africaine. Second edition (c. 1982), Paris: Présence Africaine, ISBN 978-2-7087-0406-0, ISBN 978-2-7087-0406-0. Edição inglesa (1959), The Cultural Unity of Negro Africa Paris. Subsequent Edição inglesa (c. 1962), Paris: Présence Africaine. Edição inglesa (1978), The Cultural Unity of Black Africa: the domains of patriarchy and of matriarchy in classical antiquity, Chicago: Third World Press, ISBN 978-0-88378-049-7. Subsequent Edição inglesa (1989) Londres: Karnak House, ISBN 978-0-907015-44-4.
- (1960) L' Afrique noire pré-coloniale. Étude comparée des systèmes politiques et sociaux de l'Europe et de l'Afrique noire, de l'antiquité à la formation des états modernes, Paris: Présence africaine. Second edition (1987), ISBN 978-2-7087-0479-4. (1987), Precolonial Black Africa: a comparative study of the political and social systems of Europe and Black Africa, from antiquity to the formation of modern states. Translated by Harold J. Salemson. Westport, Conn.: L. Hill, ISBN 978-0-88208-187-8, ISBN 978-0-88208-188-5, ISBN 978-0-88208-187-8, ISBN 978-0-88208-188-5.
- (1960) Les Fondements culturels, techniques et industriels d'un futur état fédéral d'Afrique noire, Paris. Segunda edição revista e corrigida (1974), Les Fondements économiques et culturels d'un état fédéral d'Afrique noire, Paris: Présence Africaine.
- (1967) Antériorité des civilisations nègres: mythe ou vérité historique? Series: Collection Préhistoire-antiquité négro-africaine, Paris: Présence Africaine. Second edition (c. 1993), ISBN 978-2-7087-0562-3, ISBN 978-2-7087-0562-3.
- (1968) Le laboratoire de radiocarbone de l'IFAN. Series: Catálogos e documentos, Institut Français d'Afrique Noire No. 21.
- (1974) The African Origin of Civilization: Myth or Reality (tradução de seções de Antériorité des civilisations négres and Nations nègres et culture). Translated from the French by Mercer Cook. Nova York: L. Hill, ISBN 978-0-88208-021-5, ISBN 978-0-88208-022-2
- (1974) Physique nucléaire et chronologie absolue. Dakar: IFAN. Initiations et études Africaines no. 31.
- (1977) Parenté génétique de l'égyptien pharaonique et des langues négro-africaines: processus de sémitisation, Ifan-Dakar: Les Nouvelles Éditions Africaines, ISBN 978-2-7236-0162-7.
- (1978) Black Africa: the economic and cultural basis for a federated state. Translation by Harold Salemson of Fondements économiques et culturels d'un état fédéral d'Afrique noire. Westport, Conn.: Lawrence Hill & Co, ISBN 978-0-88208-096-3, ISBN 978-1-55652-061-7. Nova edição expandida (1987) ISBN 978-0-86543-058-7 (Africa World Press), ISBN 978-0-88208-223-3.
- Simpósio da UNESCO sobre o povoamento do Egito Antigo e a decifração da escrita meroítica. Cheikh Anta Diop (ed.) (1978), The peopling of ancient Egypt and the deciphering of Meroitic script: proceedings of the symposium held in Cairo from 28 January to 3 February 1974, UNESCO. Edição subsequente (1997), Londres: Karnak House, ISBN 978-0-907015-99-4.
- (c. 1981) Civilisation ou barbarie: anthropologie sans complaisance, Présence Africaine, ISBN 978-2-7087-0394-0, ISBN 978-2-7087-0394-0. Edição inglesa (c. 1991), Civilization or Barbarism: an authentic anthropology Translated from the French by Yaa-Lengi Meema Ngemi, ed. por Harold J. Salemson e Marjolijn de Jager. Brooklyn, NY: Lawrence Hill Books, c1991. ISBN 978-1-55652-048-8, ISBN 978-1-55652-048-8, ISBN 978-1-55652-049-5.
- (1989) Nouvelles recherches sur l'égyptien ancien et les langues négro-africaines modernes, Paris: Présence Africaine, ISBN 978-2-7087-0507-4.
- (1989) Egypte ancienne et Afrique Noire. Reprint of article in Bulletin de l'IFAN, vol. XXIV, series B, no. 3–4, 1962, pp. 449 à 574. Université de Dakar. Dakar: IFAN.
- (c. 1990) Alerte sous les tropiques: articles 1946–1960: culture et développement en Afrique noire, Paris: Présence africaine, ISBN 978-2-7087-0548-7. Edição inglesa (1996), Towards the African renaissance: essays in African culture & development, 1946–1960. Traduzido por  Egbuna P. Modum. Londres: Karnak House, ISBN 978-0-907015-80-2, ISBN 978-0-907015-85-7.
- Joseph-Marie Essomba (ed.) (1996), Cheikh Anta Diop: son dernier message à l'Afrique et au monde. Series: Sciences et connaissance. Yaoundé, Cameroun: Editions AMA/COE.
- (2006) Articles: publiés dans le bulletin de l'IFAN, Institut fondamental d'Afrique noire (1962–1977). Series: Nouvelles du sud; no 35–36. Yaoundé: Silex. ISBN 978-2-912717-15-3, ISBN 978-2-912717-15-3, ISBN 978-9956-444-12-0, ISBN 978-9956-444-12-0.

## Leitura complementar
- Cheikh Anta Diop (1989), The African Origin of Civilization: Myth Or Reality, Chicago Review Press, ISBN 1613747365 (em inglês)
- François-Xavier Fauvelle (1996), L'Afrique de Cheikh Anta Diop: histoire et idéologie, Karthala Editions (em francês)